# Ти тільки мій
Ти тільки мій (рос. Ты только мой) — російськомовний 4-рьох серійний телевізійний мінісеріал знятий в Україні. В Україні серіал вперше транслювався на телеканалі ТРК Україна 22 лютого 2020 року. В Росії серіал вперше транслювався на телеканалі Домашній 8 травня 2020 року.

## Сюжет
Тетяна і Махайло Кравчуки взяли на виховання хлопчика Лева. Лев має впертий характер.
З колонії виходить рідна мати Лева — Вероніка (Ксенія Мішина). Вероніка хоче забрати сина і планує помститися людям, які посадили її до в'язниці на 10 років.

## У ролях
У фільмі знімалися:
| Актор             | Роль            |
| ----------------- | --------------- |
| Іван Тамашев      | Лев             |
| Людмила Загорська | Тетяна Кравчук  |
| Антон Батирєв     | Михайло Кравчук |
| Ксенія Мішина     | Вероніка        |

## Фільмування
Фільм знімався в Києві та Київській області.

## Реліз
В Україні серіал вперше транслювався на телеканалі ТРК Україна 22 лютого 2020 року. В Росії серіал вперше транслювався а телеканалі Домашній 8 травня 2020 року.